# Zoroaster ophiurus
Zoroaster ophiurus är en sjöstjärneart som beskrevs av Fisher 1905. Zoroaster ophiurus ingår i släktet Zoroaster och familjen Zoroasteridae. Inga underarter finns listade i Catalogue of Life.